# Rada Narodowa miasta stołecznego Warszawy
Rada Narodowa m. st. Warszawy (zwyczajowo Stołeczna Rada Narodowa) – terenowy organ władzy państwowej i podstawowy organ tzw. samorządu społecznego istniejący w Warszawie i w województwie stołecznym warszawskim odpowiednio w latach 1944–1990 i 1975–1990.
Na mocy ustawy z 22 listopada 1973 Rada miała za zadanie:
- kierować całokształtem rozwoju społeczno-gospodarczego Warszawy (od 1 czerwca 1975 także województwa stołecznego warszawskiego)
- oddziaływać na wszelkie jednostki administracji i gospodarki w mieście (i regionie podwarszawskim)
- inspirować ich działalność oraz sprawować nad nimi kontrolę.

## Historia

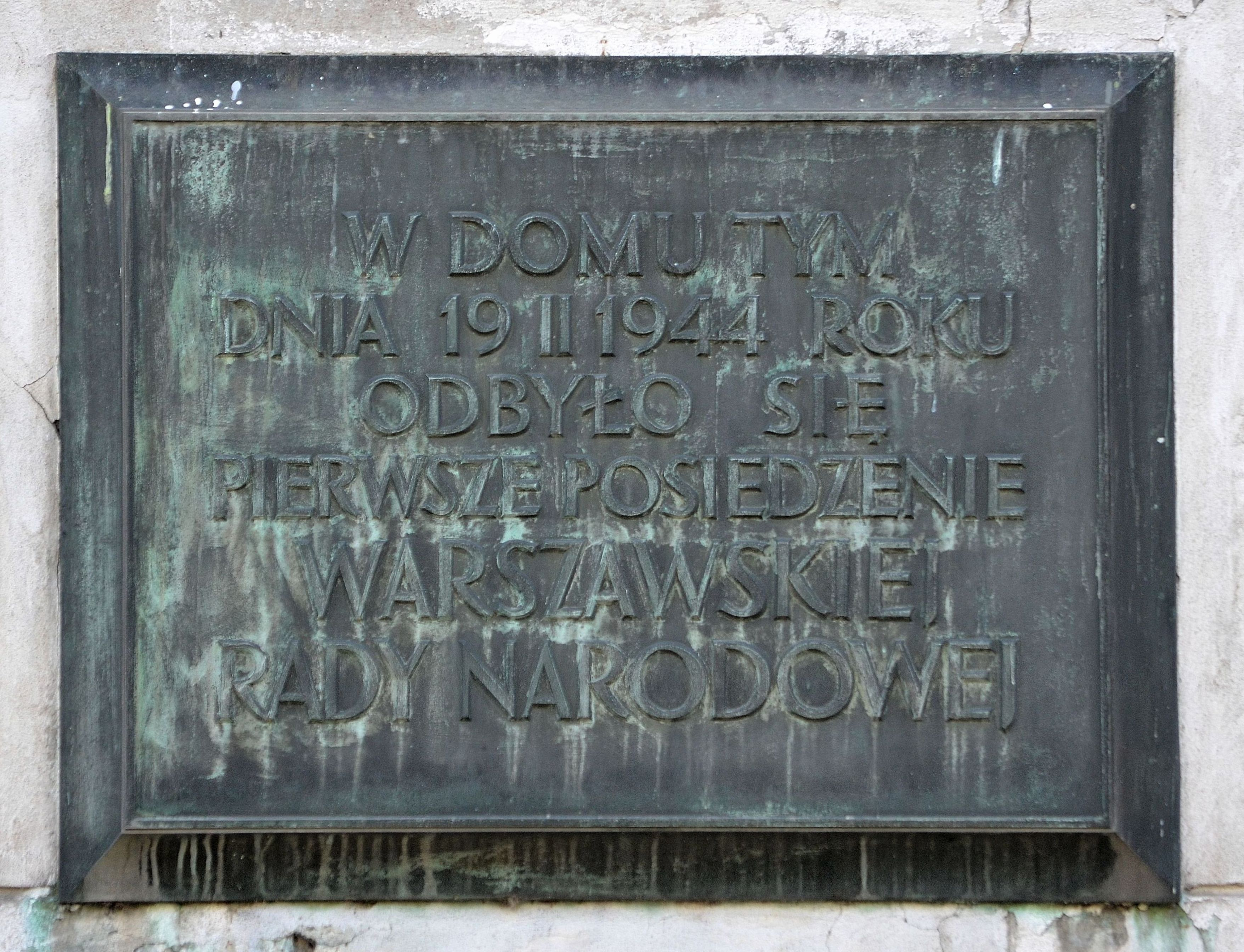
Tablica pamiątkowa przy ul. Długosza 29 odsłonięta w 1959

Warszawska Rada Narodowa po raz pierwszy zebrała się w podziemiu 19 lutego 1944 przy ul. Długosza 29. Jej obradom przewodniczył wówczas Kazimierz Przybył ps. „Stalski”. 19 września 1944, zgodnie z zasadą dualizmu administracji państwowej, powstała Rada Narodowa m.st. Warszawy działająca przy Zarządzie Miejskim i sprawująca nad nim kontrolę. W zakres zadań Rady wchodziły wówczas m.in. sprawy finansowe, tj. ustalanie budżetu i świadczeń w naturze. Rada miała prawo wpływać na obsadę stanowiska prezydenta miasta oraz starostów miejskich.
Na mocy ustawy z 20 marca 1950 o jednolitości władzy państwowej, zlikwidowano urząd prezydenta Warszawy oraz warszawskie starostwa miejskie, przekształcając je w 6 dzielnic (Warszawa Śródmieście, Warszawa Północ, Warszawa Południe, Warszawa Zachód, Praga Centralna i Praga Grochów). Dzielnicowe Rady Narodowe, zgodnie z zasadą zwierzchności, zostały podporządkowane Radzie Narodowej m. st. Warszawy, a ta Radzie Państwa. Urząd prezydenta miasta został zastąpiony przez organ kolegialny – Prezydium Rady Narodowej m.st. Warszawy, będące jednocześnie wewnętrznym organem Rady.
Do 1954 Rada Narodowa działała zgodnie z zasadą delegacji i kooptacji wraz z możliwością cofnięcia upoważnień, tzn. radni byli rekomendowani przez określone ugrupowania społeczne i polityczne i mogli zostać z Rady odwołani. W 1954 odbyły się pierwsze wybory do Rady Narodowej m.st. Warszawy. Od tego czasu wybory do Rady przeprowadzane były regularnie, początkowo co 3, następnie co 4 lata.

## Skład i organy
Rada Narodowa m. st. Warszawy liczyła w 1946 120 radnych, jednak stopniowo liczba ta wzrastała (np. w wyborach z 9 grudnia 1973 wybrano 180 radnych, a w wyniku włączenia województwa stołecznego warszawskiego pod jurysdykcję Rady w dniu 1 czerwca 1975 dokooptowano 58 radnych z okręgów podmiejskich). W wyniku zmian politycznych na przełomie lat 40. i 50. rolę dominującą w Radzie uzyskała PZPR i utrzymała ją do wiosny 1990, co skutkowało m.in. liczbą mandatów (ponad połowa była zarezerwowana dla członków PZPR), jak i faktem, że w skład prezydium rady był wybierany I sekretarz Komitetu Wojewódzkiego PZPR (w pewnym okresie I sekretarze KW stali na czele rady).
Rada wyłaniała z siebie i spoza własnego grona kilkunastoosobowe Prezydium, które miało za zadanie reprezentację Rady na zewnątrz, a także organizowanie pracy Rady, jej Komisji oraz radnych. W latach 1950–1973 Prezydium pełniło jednocześnie obowiązki kolegialnej głowy miasta (prezydenta). Prezydium podlegały wydziały odpowiedzialne za kierowanie poszczególnymi obszarami kompetencyjnymi.
Radni działali w Klubach Radnych (PZPR, ZSL i SD) oraz Komisjach stałych (m.in. Finansów, Budżetu i Planu Gospodarczego, Komunikacji i Łączności, Oświaty i Nauki, Rolnictwa i Leśnictwa, Zabudowy Miasta, Zatrudnienia, Zdrowia i Opieki Społecznej) i powoływanych ad hoc.
Rada obradowała w trybie sesyjnym.

## Kompetencje
Do kompetencji Rady należało m.in. uchwalanie rocznych i kilkuletnich planów rozwoju społeczno-gospodarczego (taki plan Rada VI kadencji uchwaliła np. 31 stycznia 1974). W teorii Rada koorydnowała i kontrolowała wykonywanie tychże planów. Rada posiadała też uprawnienia w dziedzinie budżetu i finansów, a także czuwania nad porządkiem publicznym, bezpieczeństwem i obronnością kraju. Zgodnie z ustawą z 25 stycznia 1958 dokonano zwiększenia kompetencji Rady (podobnie w latach 1984 i 1988).
W 1984 zwierzchnictwu Rady podlegało 7 Dzielnicowych Rad Narodowych na terenie Warszawy, 14 Miejskich Rad Narodowych, 12 Rad Narodowych Miast i Gmin oraz 20 Gminnych Rad Narodowych z obszaru województwa stołecznego warszawskiego.

## Kadencje
- I (1954–1958)[5]
- II (1958–1961)
- III (1961–1965)
- IV (1965–1969)
- V (1969–1973)
- VI (1973–1976)
- VII (1976–1980)
- VIII (1980–1984)
- IX (1984–1988)
- X (1988–1990)

## Przewodniczący Prezydium Rady Narodowej m. st. Warszawy[6]
- Marian Spychalski (1944–1945)
- Stanisław Tołwiński (1945–1950)
- Jerzy Albrecht (1950–1956)
- Janusz Zarzycki (1956; 1960–1967)
- Zygmunt Dworakowski (1956–1960)
- Jerzy Majewski (1967–1973)
- Józef Kępa (1973–1976)
- Alojzy Karkoszka (1976–1981)
- Mieczysław Szostek (1981–1990)

## Organizacja
Organem służebnym Rady było Biuro Rady Narodowej m. st. Warszawy, które wydawało „Biuletyn Informacyjny”.

## Upamiętnienie
- 19 lutego 1959 na frontowej ścianie budynku przy ul. Długosza 29, w którym odbyło się pierwsze posiedzenie stołecznej Rady Narodowej, wmurowano wykonaną z brązu tablicę pamiątkową[7].